# Jan Van Assche
Jan Van Assche (Sint-Agatha-Berchem, 1 maart 1959) is een Belgische cultuurpromotor, toneelregisseur, radiopionier en voormalig politicus voor CD&V uit Hoeilaart, Vlaams-Brabant. Hij is bekend om zijn inzet voor het lokale culturele leven, als oprichter van het digitale dorpsplatform De Hoeilander, als initiatiefnemer en regisseur van de musical Felix, als oprichter van het radiostation Radio Zoniën, en als oprichter van het schooltoneelgezelschap De Cult aan het Sint-Martinuscollege in Overijse. Hij was ook actief als schepen in het gemeentebestuur van Hoeilaart.

## Biografie
Jan Van Assche werd geboren op 1 maart 1959 in Sint-Agatha-Berchem. Reeds op jonge leeftijd toonde hij een grote interesse in cultuur, media en gemeenschapsvorming. Zijn loopbaan weerspiegelt een combinatie van creativiteit, engagement en lokaal leiderschap.

## Cultureel werk
Van Assche was van 1991 tot 2003 de hoofdorganisator van het Druivenfestival in Hoeilaart, een jaarlijks evenement dat de plaatselijke druiventeelt viert. In 2019 stond hij aan de wieg van de musical Felix, over het leven van Felix Sohie, pionier van de druiventeelt in de Druivenstreek. Van Assche was zowel initiatiefnemer als regisseur van het stuk, dat uitgroeide tot een grootschalige gemeenschapsproductie.
Als enthousiaste tiener richtte hij De Cult op, het jaarlijkse schooltoneel van de laatstejaars van het Sint-Martinuscollege in Overijse, waarmee hij generaties leerlingen kennis liet maken met toneel en podiumkunsten.

## Radio Zoniën
In 1980 richtte Van Assche het lokale radiostation Radio Zoniën op, dat uitgroeide tot een invloedrijk medium voor lokale informatie en cultuur in Hoeilaart en omgeving. In 2025 blikte hij tijdens een lezing terug op 45 jaar Radio Zoniën, geïllustreerd met originele beeld- en geluidsfragmenten.

## Politieke loopbaan
Van Assche was politiek actief binnen CD&V en zetelde in het gemeentebestuur van Hoeilaart. Hij was onder meer schepen met bevoegdheden voor cultuur, erfgoed en sociale zaken.

## Erkenningen
- In 2015 werd Van Assche bekroond als Parel van Hoeilaart voor zijn bijdrage aan het serreproject Het Kerreveld.[1]
- In 2020 ontving hij de Gouden Pien in de categorie Lifetime voor zijn inzet voor de Hoeilaartse gemeenschap.[2]
- In 2023 werd hij benoemd tot Ridder in de Orde van het Gulden Masker voor zijn verdiensten in het Vlaamse amateurtoneel.[3]

## Persoonlijk leven
Jan Van Assche is getrouwd met Monique Vandervaeren. Samen hebben zij drie kinderen.